# Trychnopalpa fornacaria
Trychnopalpa fornacaria är en fjärilsart som beskrevs av Edward Meyrick 1913. Trychnopalpa fornacaria ingår i släktet Trychnopalpa och familjen stävmalar. Inga underarter finns listade i Catalogue of Life.